# Afrida
Afrida är ett släkte av fjärilar. Afrida ingår i familjen trågspinnare.

## Dottertaxa tillAfrida, i alfabetisk ordning[1]
- Afrida amphithrepta
- Afrida basiposis
- Afrida basipunctata
- Afrida charientisma
- Afrida ciliata
- Afrida claricosta
- Afrida coagulata
- Afrida cosmiogramma
- Afrida flavifera
- Afrida gymnes
- Afrida hemicycla
- Afrida interdicta
- Afrida larentiata
- Afrida melampages
- Afrida melenita
- Afrida melicerta
- Afrida mesomelaena
- Afrida minuta
- Afrida oligoglotta
- Afrida parvula
- Afrida phasma
- Afrida pnixis
- Afrida polyglotta
- Afrida sceletozona
- Afrida superciliosa
- Afrida tortricifacies
- Afrida tortriciformis
- Afrida viridifera
- Afrida zoephila
- Afrida zolda